# بروس هیز

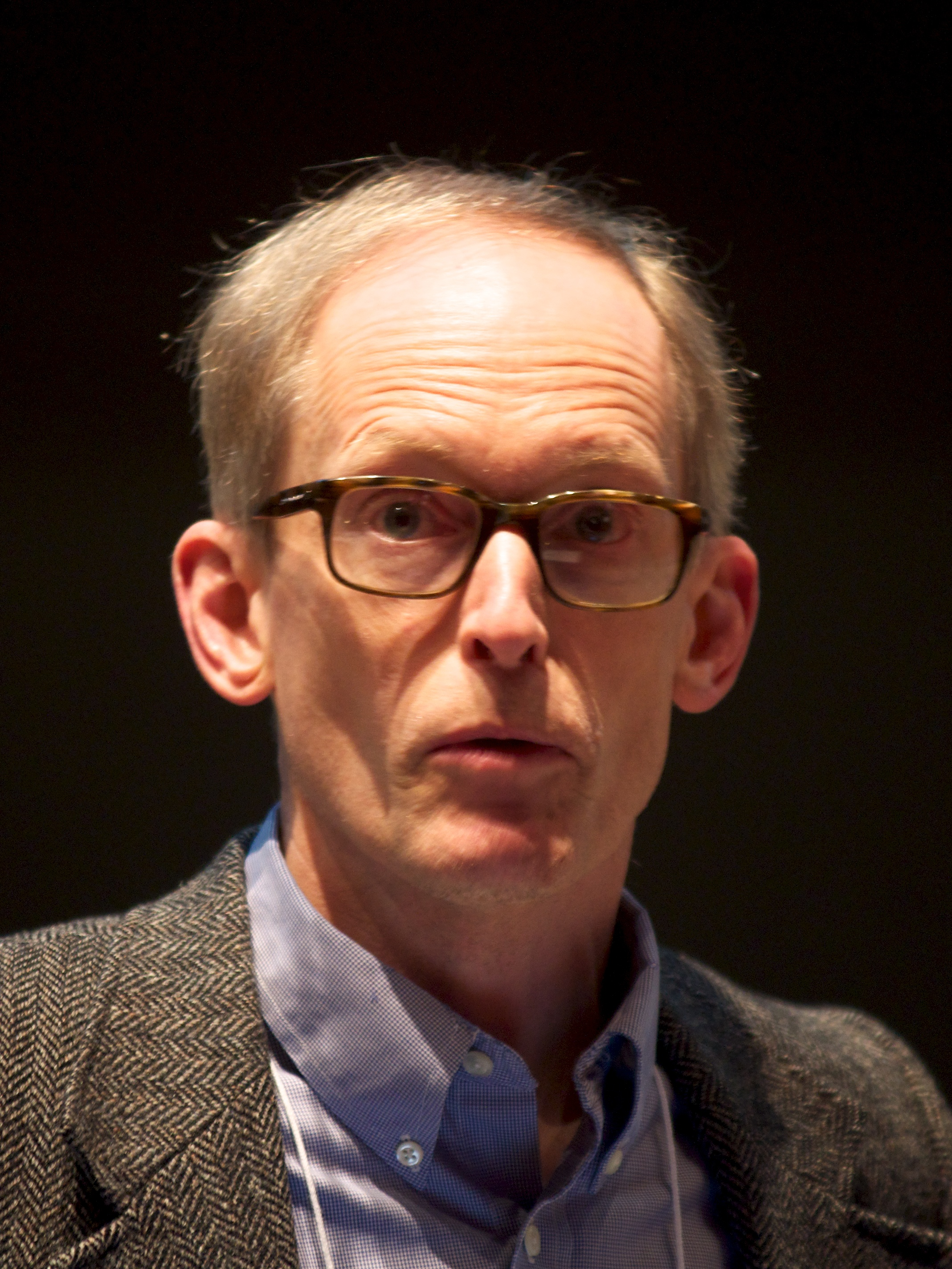

بروس هیز (به انگلیسی: Bruce Hayes) (متولد ۹ ژوئن ۱۹۵۵) زبان‌شناس و آواشناس آمریکایی و استاد گروه زبان‌شناسی دانشگاه کالیفرنیا در لس‌آنجلس است. او دکترای خود را به راهنمایی موریس هله در سال ۱۹۸۰ از ام.آی.تی اخذ کرد. او عمدتاً در حوزه واج‌شناسیِ آواشناسی‌بنیاد فعالیت می‌کند و بیشتر به دلیل کتابش تحت عنوان نظریه وزنی: اصول و مطالعات موردی شناخته می‌شود. پاتریشیا کیتینگ همسر اوست.